# Tanacetum pakistanicum
Tanacetum pakistanicum là một loài thực vật có hoa trong họ Cúc. Loài này được Podlech miêu tả khoa học đầu tiên năm 1986.